# تسیخه
تْسیخه (به گرجی: ციხე) (به معنای:قلعه یا زندان) کوهی در نزدیکی فریدون‌شهر است.
کوه تسیخه، پناهگاه مردم فریدون‌شهر هنگام حملهٔ کریم خان زند به فریدون‌شهر بوده‌است.

## ویژگی‌ها
کوه تسیخه بین فریدون‌شهر و چغیورت قرار دارد. این کوه که نسبتاً مرتفع است به علت صعب‌العبور بودن اکثر قسمت‌ها همانند قلعه‌ای طبیعی و محکم می‌باشد. در بالای کوه، دشتی وسیع، سرسبز و زیبا با دو چشمهٔ آب شیرین همیشگی وجود دارد. در نقاطی از کوه که به صورت طبیعی دارای دیواره‌های سخت و صعب العبور نمی‌باشد، دیواره‌های سنگی بنا شده که ارتفاع آن‌ها در بعضی جاها به بیش از ۲ متر می‌رسد. پهنای این دیوارها نیز بعضی جاها به ۳ متر می‌رسد. طول این دیوارها در سرتاسر کوه در حدود ۶۰۰ متر است. این دیواره‌های عظیم سنگی بیشتر در قسمت شمال و غرب این کوه بنا شده‌اند. در قسمت شمال نیز راهی سنگفرش و مارپیچ به طول تقریبی نیم کیلومتر از پای کوه تا قله ایجاد شده‌است.

## حملهٔ کریم خان زند به گرجی‌های فریدون‌شهر در تسیخه
پس از مرگ نادر شاه افشار جانشینان او نزاع‌های فراوانی نمودند. کشور ایران وارد مرحله‌ای از عدم ثبات سیاسی و اقتصادی شدیدی گردید و به دلیل عدم قدرت دولت مرکزی خوانین و حکام نواحی طغیان نموده و در صدد کسب قدرت بیشتر و رسیدن به منصب پادشاهی برآمدند. در این متن هیچ اشاره‌ای به جنایات کریم خان و اصل ماجرای کوه تسیخه نشده ایست .علی قلی خان، ابراهیم خان، شاهرخ و سلیمان دوم هر کدام مدت کوتاهی سلطنت کردند. احمدشاه درانی از سرداران افغانی نادر در شرق ایران، محمدحسن خان قاجار در استرآباد و آزادخان افغان در نواحی شمال ایران در صدد تشکیل حکومت و کسب قدرت بودند. در این آشفتگی‌ها، کریم خان زند نیز در صدد کسب قدرت برآمد. او نواحی تویسرکان و کزاز (شازند) را تصرف کرد و توانست محمد علی خان حاکم همدان و حسنعلی خان حاکم اردلان را شکست دهد و حامیانی پیدا کند. کریم خان پس از پیروزی بر دشمنان خود شهرت عظیم کسب نمود و عنوان «کریم خان» یافت. کریم خان بعد از پیروزی‌های متعدد و کسب شهرت با علیمردان خان چهارلنگ بختیاری متحد شد و بنا بر پیشنهاد علیمردان تصمیم گرفتند به ابوالفتح خان بختیاری حاکم اصفهان و عراق که منصوب شاهرخ‌میرزا افشار بود، حمله کرده و او را شکست دهند. متحدین توانستند ابوالفتح را شکست دهند، اما آن‌ها بعد از این پیروزی پیمان اتحاد سه جانبه‌ای منعقد نمودند تا برای نجات ایران از هرج و مرج چاره‌ای بیندیشند. متحدین ابوتراب نوهٔ مادری شاه سلطان حسین را با نام شاه اسماعیل سوم بر تخت نشاندند و مناصب را بین خود تقسیم کردند. علیمردان خان به علت سن کم شاه جدید نایب‌السلطنه او شد و همچنین کریم خان زند سردار کل سپاه و ابوالفتح خان نیز حاکم اصفهان شد. بعد از این پیمان کریم خان عازم فتح نواحی غربی ایران شد. هنگامی که وی مشغول فتوحات بود، علیمردان با استفاده از غیبت وی ابوالفتح خان حاکم اصفهان را کور و مقتول نمود و عمویش باباخان بختیاری را حاکم اصفهان نمود و خود عازم دفع صالح خان حاکم شیراز شد. علیمردان خان خود را پادشاه واقعی ایران می‌دانست و شاه اسماعیل سوم برایش آلت دستی بیش نبود.
کریم خان بعد از اطلاع از موضوع در یک شورای مشورتی با سرداران خود تصمیم گرفت با علیمردان بجنگد. او با ۳۰٬۰۰۰ سپاهی به اصفهان حمله برد و شهر را تصرف کرد. علیمردان هم که شیراز را تصرف و در آنجا ستم زیادی کرده بود بعد از اطلاع از این وقایع به سوی اصفهان حرکت کرد. خان زند نیز فوراً با سپاه خود راهی جنوب شد. در چهارمحال بختیاری دو سپاه رو به روی هم صف آراستند. در آن نبرد علیمردان خان مغلوب شد و با به جا گذاشتن کلیهٔ لوازم خود به خوزستان گریخت تا با کمک حاکم آنجا بتواند دوباره علیه کریم خان قد علم کند.
کریم خان که در میان پادشاهان ایران مشهور به داشتن چهره‌ای عدالت خواه و دور از خونریزی می‌باشد، بعد از این پیروزی به خونریزی شدیدی دست زد. جان. ری. پری چنین می‌نویسد: با این وجود کریم خان آشکار ساخت که آرزومند تسلط بر سرزمین کوهستانی بختیاری است. پس از پیروزی بلافاصله خراجی از تمام افراد مقیم و همسایهٔ بختیاری طلب کرد. گرجی‌های ساکن روستای «آخره» (فریدون‌شهر قدیم) از دادن خراج خودداری کردند و به اتفاق مردمان روستاهای ارمنی‌نشین مجاورشان به مقاومت مسلحانه پرداختند. کریم خان نیز با قوای نظامی اش به آنان حمله کرد. بسیاری از دهقانان کشته و اسیر گردیدند و رهبران گرجی‌ها تیرباران شدند و خان زند با تعداد زیادی اسیر آنجا را ترک کرد.
کریم خان بعد از آن عازم اصفهان شد و در آنجا خود را وکیل الدوله نامید. داستان این واقعه نسل به نسل منتقل شده، شاخ و برگ فراوانی یافته و همانند اسطوره شده‌است.
نویسندهٔ تاریخ گیتی گشای نامی در تاریخ زندیه از این واقعه با نهایت اختصار و اختفاء یاد می‌کند و در این خصوص تنها با جملهٔ «تدمیر سایر خصمان نژند» یاد کرده‌است.
احمد پناهی سمنانی در کتاب «لطفعلی خان زند» در مبحث جنبه‌های منفی حکومت کریم خان چنین می‌نویسد: «کشتار مردم سلحشور و مقاوم سیراوی (؟) در صفحات لرستان و خوزستان (فریدون‌شهر با هر دو استان مجاور است) که فرمان او را مبنی بر دادن سرباز و ملازم رکابی قبول نکردند و در جنگی نابرابران سران آن‌ها به قتل رسیدند و سرهای آنان را کلهٔ منار ساختند و اطفال و زنانشان را اسیر کردند ... برخی از زنان نیز خود را از کوه به پایین پرتاب کردند تا به اسارت سربازان خدامراد خان سردار نظامی کریم خان نیفتند».
«... در سال ۱۷۷۷ یا ۱۷۷۸ درگذشت کریم خان بوربور که از سرداران همنام کریم خان بود بر شایعهٔ بیماری او دامن زد و موجب پیدایش آشفتگی‌هایی در میان لرها و بختیاری‌ها گردید و گرجی‌ها و ارامنهٔ ساکن غرب اصفهان غارت شدند ...»
گرجی‌هایی که از این واقعه جان سالم به در بردند در نواحی متعدد متفرق شده و زندگی نوینی را در روستاهای اطراف پایه‌گذاری کردند، اما فریدون‌شهر مرکزیت خود را به عنوان میراث دار فرهنگ و زبان گرجی برای همیشه حفظ کرد. روستاهایی که گرجیان بدانجا رفته و زندگی جدید را بنا نهادند عبارتند از: روستاهای شعبهٔ جنوبی منطقهٔ فریدن، شامل: چغیورت، سیبک و نهضت‌آباد.

## تسیخه در اشعار
شعری به زبان فارسی درمورد تسیخه گفته شده‌است:
| آرامگهی جدّ مرا تسیخه بیفشان          |  | نوری بِرَهَم کوه من ای نجم رخشان       |
| با قلب ستبرت تو بزرگانه بِزی هان      |  | پیوسته ز انفاس خوش گرجی ایران       |
| یادت آید آن غرش خون بر تن خنجر       |  | کشتند به پیشت چه غم انگیز برادر     |
| بر گو تو به چشمان پر از شبنم گرمت    |  | چیدند چرا لاله به شمشیر قصاوت       |
| ای سنبل من کوه یلان مرد دلاور        |  | سوگند که استاده منم تا دم آخر       |
| دانم که ز مایی و سرودت همه بر ماست   |  | بیزایت از دشمن ما بر همه پیداست     |
| خواهم بنگارم قلمم رنگ سیاه است       |  | می‌جنگم و پیکار مرا مقصد و راه است   |
| دانم به رگانت که لبی خون شده جوشان   |  | لازم به قسم نیست مرا با تو به پیمان |
| ای کوه یلان کوه سران روح نیاکان      |  | ای قلب شب احیا بنما شمع بسوزان      |
| ای تسیخه بسی رنگ رُخَت لاله وش آمد     |  | تاریخ تو را کس نتوان در قلم آرد     |
| دانم که تویی هستی و افسانه نِی ای کوه |  | چون خواب مرا جلوه کنی سنبل نستوه    |
| گهواره من مقصد والا و کبیری          |  | ایوان به همه کوهی و شایان به امیری  |

این شعر به زبان گرجی نیز در قالب شعر ترجمه شده‌است:
| მთაო ციხეო პაპის საფლავო          |  | გზა გამინათე ჩემო ვარსკვლავო      |
| დიდი ხარ დიდი მაგარი გულით        |  | იცოცხლე მუდამ ქართული სულით       |
| შენ გაგონდება სისხლიან ხმლის ხმა  |  | თვალწინ მოგიკლეს შენ ქართველი ძმა |
| მხოლოდ მითხარი ცრემლიან თვალით    |  | ვარდები როგორ აღკუწეს ხმალით      |
| გმირების მთაო ჩვენო სიმბოლო       |  | დამიფიცია მხოლოდ ვიბრძოლო         |
| ჩვენი ხარ მხოლოდ ჩვენთვისა მღერი  |  | ვიცი რომ ჩვენი მტრისა ხარ მტერი   |
| ჩემ კალმის სისხლი შავ მელანია     |  | შენზე ლექსის თქმა დიდ მიზანია     |
| შენც სისხლი გიდუღს ეს კარგად ვიცი |  | შენთან ერთობას არ უნდა ფიცი       |
| გმირების მთაო პაპების სულო        |  | სანთელს უთიე ვარსკვალვის გულო     |
| მთაო ციხეო ყაყაჩოს ფერო           |  | შენი ამბავი როგორ დავწერო         |
| არსებობ ვიცი არ ხარ ზღაპარი       |  | შენ მელანდები როგორც სიზმარი      |
| ჩემო აკვანო დიდო მიზანო           |  | მეფობა გშვენის მთების აივანო      |

واج‌نویسی فارسی:
| مْتا اُ تْسی خِ اُ - پا پیسْ ساپْ لا وُ          |  | گْزا گا می نا تِ - چِ مُ وارْسْکْوْ لا وُ       |
| دی دی خارْ دی دی - ما گا ری گو لیتْ        |  | ای تْسُتْسْخْ لِ مو دامْ - کارْ تو لی سو لیتْ   |
| شِنْ گا گُنْ دِ با - سیْسْخْ لی آنْ خْمْلیسْ خْما     |  | تْوالْ تْسینْ مُ گیکْ لِسْ - شِنْ کارْتْ وِ لی دْزْما |
| مْخُ لُدْ میتْ خا ری - تْسْرِمْ لی آنْ تْوا لیتْ     |  | وارْ دِ بی رُ گُرْ - آغْ کو تْسِسْ خْما لیتْ      |
| گْمی رِ بیسْ مْتا اُ - چْوِ نُ سیمْ بُ لُ           |  | دا می پی تْسی آ - مْخُ لُد ویبْرْ دْزُ لُ       |
| چْوِ نی خارْ مْخُ لُدْ - چْوِنْ تْوی سا مْغِ ری       |  | وی تْسی رُمْ چْوِ نی - مْتْری سا خارْ مْتِ ری    |
| چِمْ کالْ میسْ سیسْخْ لی - شاوْ مِ لا نی آ       |  | شِنْ زِ لِکْ سیسْ تْکْما - دیدْ می زا نی آ      |
| شِنْتْسْ سیسْخْ لی گی دوغْسْ - اِسْ کارْ گادْ وی تْسی |  | شِنْ تانْ اِرْ تُ باسْ - آرْ اونْ دا پی تْسی     |
| گْمی رِ بیسْ مْتا اُ - پا پِ بیسْ سو لُ          |  | سانْ تِلْسْ او تی اِ - وارْسْکْوْ لا ویسْ گو لُ   |
| مْتا اُ تْسی خِ اُ - قا قا چُسْ پِ رُ             |  | شِ نی آمْ با وی - رُ گُرْ داوْ تْسِ رُ          |
| آرْ سِ بُبْ وی تْسی - آرْ خارْ زْغا پا ری        |  | شِنْ مِ لانْ دِ بی - رُ گُرْتْسْ سیزْ ما ری       |
| چِ مُ آکْ وا نُ - دی دُ می زا نُ               |  | مِ پُ با گْشِ نیسْ - مْتِ بیسْ آیْ وا نُ         |